# Luxor (певец)
Арту́р Вита́льевич Шмы́гин (род. 26 декабря 1989, Улан-Удэ, Республика Бурятия, Россия) — российский певец, рэпер, музыкант, более известный под сценическими псевдонимами Luxor и Артур Luxor. Получил наибольшую известность благодаря таким трекам, как «No Cry», «LUV», «Ароматы», «Демоны», «Манекены», «Детка твоё тело».

## Биография
Артур Шмыгин родился 26 декабря 1989 года в городе Улан-Удэ. Отец музыканта — военнослужащий, что не могло не сказаться на укладе жизни семьи и на принципах воспитания. В детстве активно увлекался спортом. Воспитывался в строгой атмосфере, однако отец снисходительно относился к его увлечению искусством.
Влияние отца оставило сильный отпечаток на его характере и жизни, в одном интервью он рассказал, что бесконечно благодарен ему за хорошее нравственное воспитание и прививание чувства справедливости. Однако Артур не планировал идти по стопам отца и надевать на себя военную форму и рос пацифистом. Во время обучения в средней школе активно занимался спортом, ездил на сборы и соревнования. Всю свою энергию он тратил на достижение спортивных результатов.

## Творческая деятельность

### Знакомство с рэп-направлением
В 2006 году Артур окончил школу и стал студентом Восточно-Сибирского государственного университета технологий и управления. На серьёзное увлечение музыкой повлияли творчество таких исполнителей, как Эминем и 50 Cent. В студенчестве Артур пробует писать первые тексты. Спустя некоторое время он решается показать свои стихи товарищу — Алагую Егорову, на то время признанному юному композитору, аранжировщику и певцу. Музыканту тексты понравились, он написал к ним музыку, и вскоре парни записали несколько треков. С этого момента и начинает свой отсчет творческая биография Luxor.
Всего за несколько месяцев Артур и Алагуй сумели записать свой первый сборник. Артур выступает теперь как Luxor. Он становится все более известным в родном городе и часто появляется в ночных клубах Улан-Удэ и Иркутска. Второй альбом Luxor с тиражом 200 штук был продан с прилавка одной торговой точки всего за один день.
Группа Luxor считалась известной в России уже в 2010 году. Поклонниками группы стали не только жители Бурятии, но и других городов постсоветского пространства: Иркутск, Чита, Львов, Екатеринбург, Ростов-на-Дону.
С лейблом Luxor Music в дальнейшем наладили сотрудничество многие коллективы и исполнители из разных регионов: Москвы, Тывы, Иркутска и Иркутской области, из Монголии и Внутренней Монголии.

### Дальнейшая творческая деятельность
В апреле 2015 года творческая биография Luxor пополнилась знаменательным событием: вышел в сеть первый трек «Ты под влиянием», ставший впоследствии очень популярным. А уже через три недели после первой композиции в сети представлена следующая песня — «Убегая прочь». В августе 2015 года Артур знакомит поклонников с треками «Мне бы к ней» и «Крылья».
В 2015 году Алагуй и Артур стали авторами саундтрека к первому монгольскому экшну «Братья» («Миний ах атаман»). Песню «Мой брат» музыканты написали по заказу одной из монгольских киностудий — «Фантастик продакшн». Конец плодотворного года отмечен выходом песни «Азиатка» и завершением совместной с Алагуем Егоровым работы над треком «Импульс».
В феврале 2016 года Luxor презентует слушателям трек «XXX» и спустя некоторое время снимает видеоклип на эту песню. На 8 марта Артур сделал подарок своим многочисленным поклонницам, порадовав их композицией «Не обмани».
Знаковой работой в творческой биографии Luxor стала съемка в августе 2016 года клипа, посвященного экологическим проблемам одного из самых известных водоёмов планеты. «Спасите Байкал» — так называлась композиция, созданная при участии режиссёра Баяра Барадиева и оператора Романа Хлюстова.
Отмеченная поклонниками исполнителя песня «Небо на двоих» вышла в ноябре 2016 года.
3 марта 2018 года состоялась премьера песни «Весел и Пьян» («VIP»). Этот трек является саундтреком к фильму «Каникулы президента».
19 мая 2018 года Luxor принял участие в IV ежегодном фестивале «Маёвка лайв» телеканала «Музыка Первого».
Песня Luxor и Ханны «Нарушаем правила» находилась в топе iTunes. По данным InterMedia композиция занимала второе место в данном топе. Аранжировкой трека занимался Алагуй. Премьера клипа состоялась 15 ноября 2018 года.
Совместная песня группы Luxor и Люси Чеботиной, No Cry, заняла итоговое 48-е место в LOVE RADIO TOP-100 — 2018. Также данная композиция занимала 10-е место в топе самых «Shazamируемых» песен.
В клипе Luxor «Ice» снялись участник шоу «Замуж за Бузову» Валентин Коробков и звезда «Холостяка» Аида Уразбахтина. Клип был презентован 13 декабря 2018 года.
В 2019 году Luxor дебютировал на Big Love Show 2019. Фестиваль Big Love Show от радиостанции Love Radio — один из самых значимых и грандиозных музыкальных событий в России.
Совместная композиция Luxor и Marie_Marie «Манекены» занимала 7-е место в русском чарте ТНТ MUSIC, а также 11-е место в ТОП 20 на Zvooq.online.
В 2020 Luxor и модель Алеся Кафельникова представили совместный EP «Город на дороге». В мини-альбом вошло четыре трека. В пресс-релизе, поступившем в редакцию InterMedia, пластинка описывается как «смелый хип-хоп-эксперимент». Свою музыкальную карьеру Кафельникова начала под псевдонимом Alesya KAF.

## Личная жизнь
По поводу частной жизни Артура нет достоверных сведений, он привык не распространяться в СМИ и поклонникам по поводу своих любовных отношений. В 2017 году Артур порадовал своих поклонников известием, что он наконец-то женился на своей возлюбленной, с которой он встречался с 2009 года. Имя супруги — Александра. Молодые люди заключили брак 19 августа 2017 года.

## Дискография

### Альбомы[3]
- 2019 — «One»
- 2020 — «Город на дороге» совместно с Alesya KAF
- 2020 — «Город моих ангелов»
- 2021 — «ПРИЗРАК»
- 2021 — «3»
  - «Сексом пахнет красота»
  - «Она меня видела»
  - «Любит только тебя»
- 2023 — "По Москве ночной"
- 2024 — "Мир А"

### Синглы[3]
- 2017 — «LUV»
- 2017 — «Богиня»
- 2017 — «Демоны»
- 2017 — «Сети»
- 2017 — «Ароматы»
- 2017 — «Холодно» совместно с Emma M, Мари Краймбрери, Lx24
- 2018 — «Модные»
- 2018 — «NZN»
- 2018 — «Брюнетка»
- 2018 — «Balenciaga» совместно с KEL
- 2018 — «Весел и пьян»
- 2018 — «Paradise»
- 2018 — «No cry» совместно с Люсей Чюботиной
- 2018 — «$uka»
- 2018 — «Gusto»
- 2018 — «Манекены» совместно с marie___marie
- 2018 — «Fantasy»
- 2018 — «Ice»
- 2019 — «One»
- 2019 — «Million»
- 2019 — «Singer»
- 2019 — «Фонари» совместно с DJ Daveed
- 2019 — «Выдумай»
- 2019 — «Без номеров»
- 2019 — «Тайна‍»
- 2019 — «Я не хочу тебя терять» совместно с Up Chi
- 2020 — «Пьяная боль»
- 2020 — «Чужая женщина»
- 2020 — «Ноль-ноль»
- 2020 — «Нольноль»
- 2020 — «Светофоры»
- 2020 — «Это любовь»
- 2020 — «Я закроюсь в хате»
- 2020 — «Кайфуй» Remix by Nikita Goryachikh
- 2020 — «Детка твоё тело»
- 2021 — «Мальчики-красавчики»
- 2021 — «Чужие люди»
- 2021 — «Научи меня любить»
- 2021 — «24»
- 2021 — «Как-нибудь»
- 2022 — «Бесконечная ночь»
- 2022 — «Вальс»
- 2022 — «Hollywood»
- 2022 — «На высоте»
- 2022 — «Ты её забудь»
- 2022 — «10 выходных»
- 2022 — «Минор»
- 2022 — «Пленная»
- 2022 — «Люди грустят» совместно с ELLA
- 2023 — «Одному»
- 2023 — «Ты красишь губы»
- 2023 — «Молодость»
- 2023 — «По ночам»
- 2023 — «Никем» совместно с Samba
- 2023 — «Когда наступит ночь»
- 2023 — «В оффлайне» совместно с RODJER
- 2023 — "Солнце" совместно с Samba
- 2023 — "Алый закат"
- 2024 — "Under"
- 2024 — "Дождь"
- 2024 — "Smelo"
- 2024 — "Бисер"
- 2024 — "Занято" совместно с SABU
- 2024 - "Заболит - заживет"
- 2024 - "Остановиться"
- 2024 - "Черный джип"
- 2025 - "Цветы"
- 2025 - "На дне бассейна"
- 2025 - "Письмо поэта" (Ожидается в феврале)

### Участие в релизах других исполнителей[3]
- 2011 — «Позови» совместно с Триада
- 2020 — «Freedom» совместно с ВесЪ
- 2021 — «Мачо Luxor Remix» совместно с FиDжи
- 2023 — «Desfile» совместно с Flacco
- 2023 — «Pasa2» совместно с Flacco